# Leis de Plateau

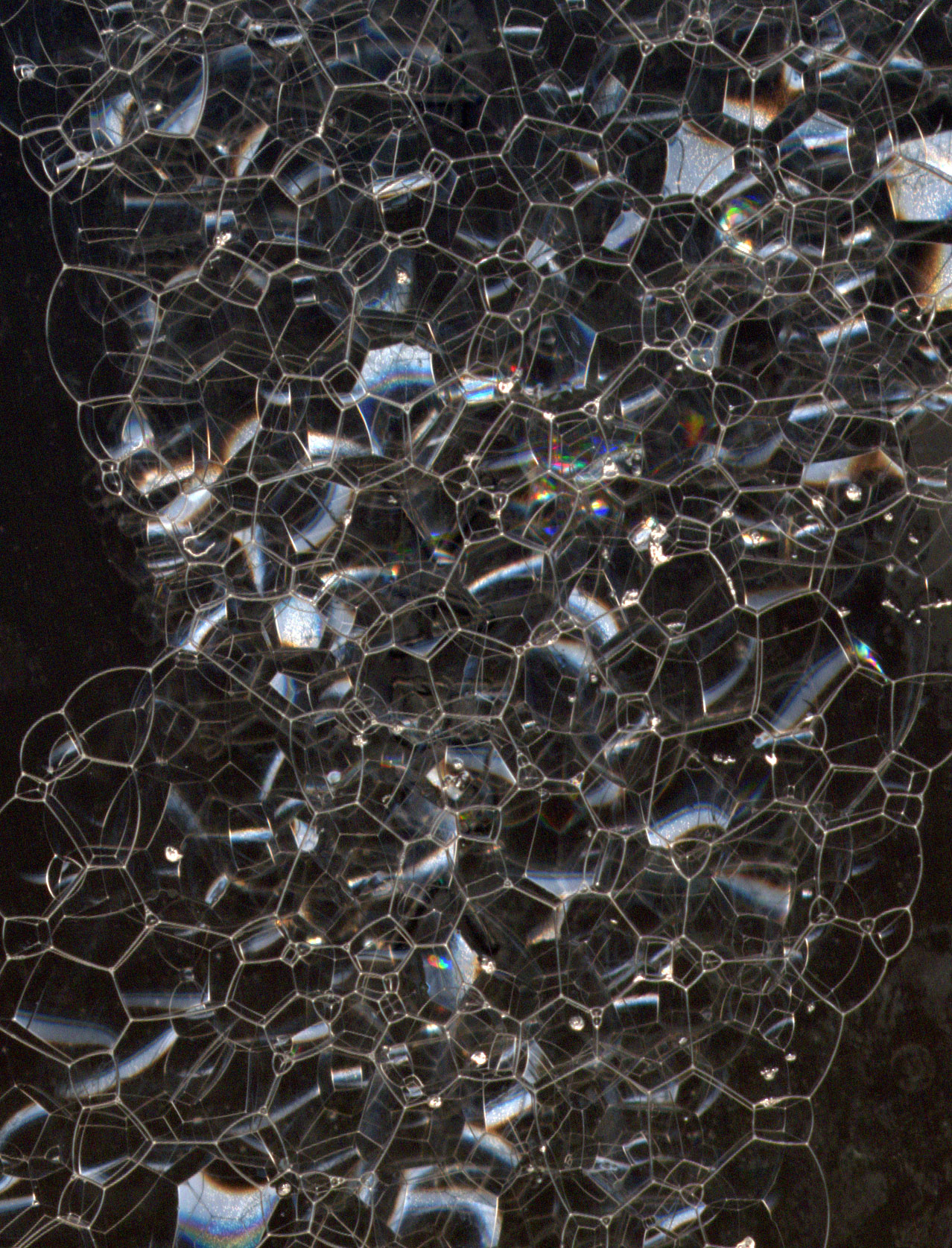
Espuma resultante de produtos de limpeza obedecendo as leis de Plateau.

As Leis de Plateau  são a base para explicação da estrutura de espumas. Estas leis foram formuladas por Joseph Plateau, entretanto, elas só foram matematicamente demostradas anos mais tarde por Taylor, em 1976. Muitos padrões na natureza baseiam-se em espumas obedecendo estas leis.

## Leis para películas de sabão
As Leis de Plateau descrevem a forma e a configuração de superfícies de películas em sabão, como segue:
1. - Superfícies de sabão são feitas inteiramente de superfície lisas.
2. - A principal curvatura de uma porção de uma superfície de sabão é em todo lugar constante em qualquer ponto no mesmo pedaço de superfície de sabão.
3. - Superfícies de sabão sempre se encontram em três ao longo de uma borda chamada de Borda de Plateau, e elas fazem um ângulo de Arccos(−1/2) = 120°
4. - Configurações além dessas das leis de Plateau são instáveis, e a superfície irá rapidamente tender a se rearrumar para conforme as leis[5]